# Центральний ботанічний сад Національної академії наук Білорусі

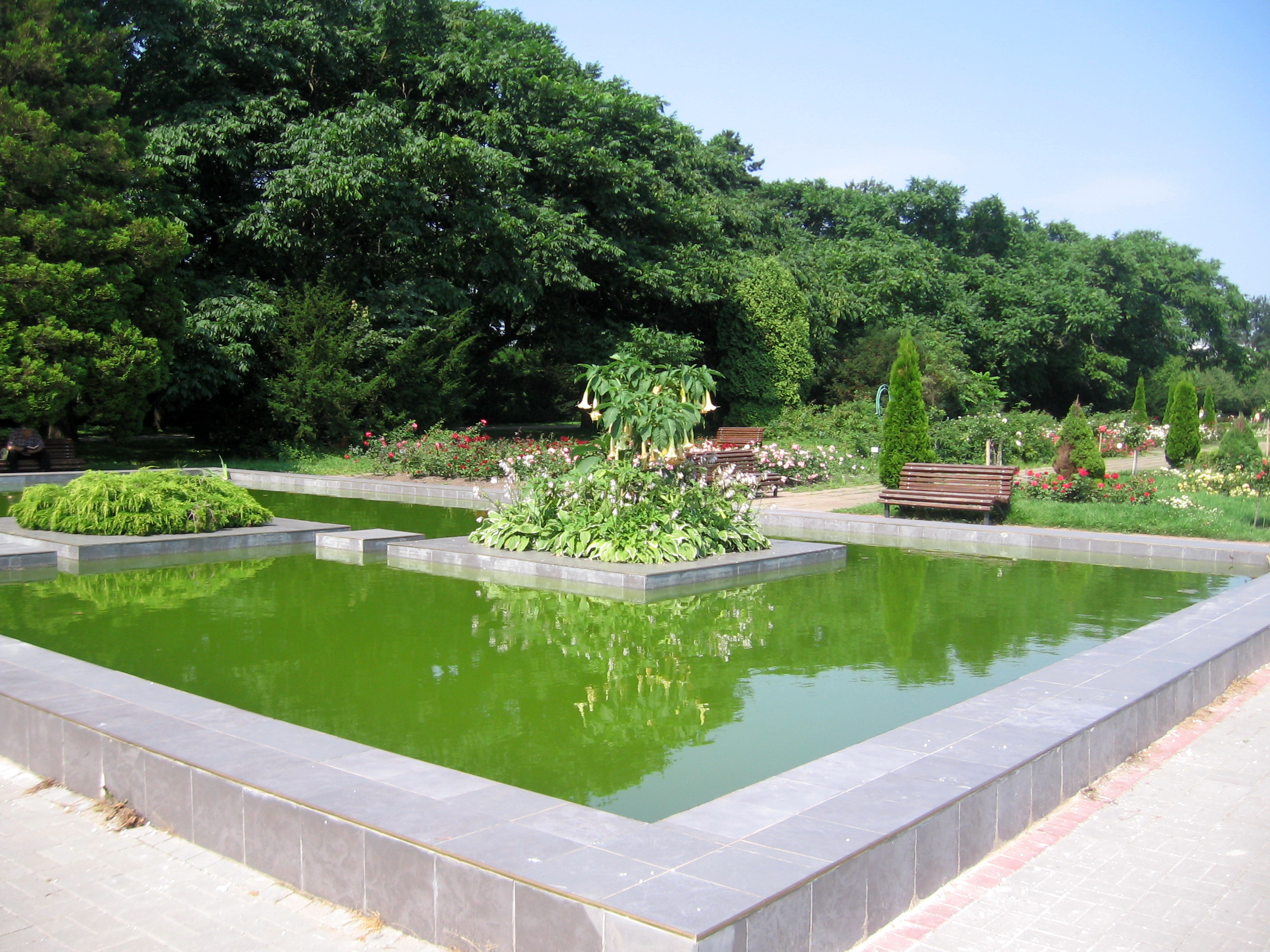
Ставок

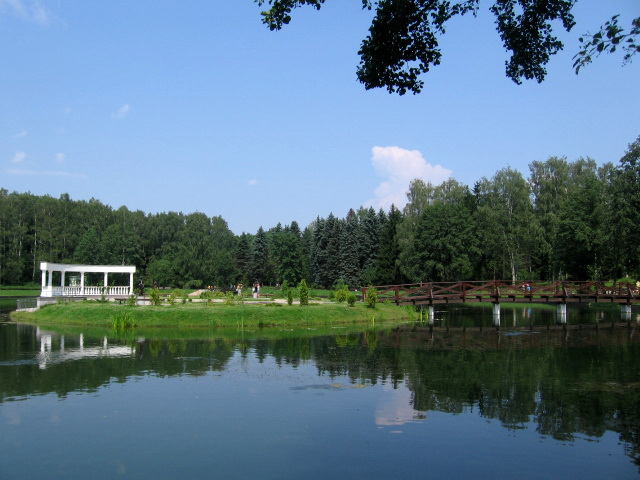
Лебедине озеро

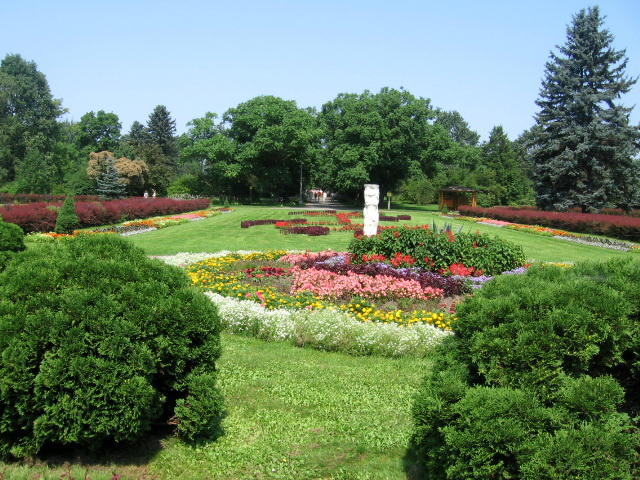
Центральна частина саду (партер)

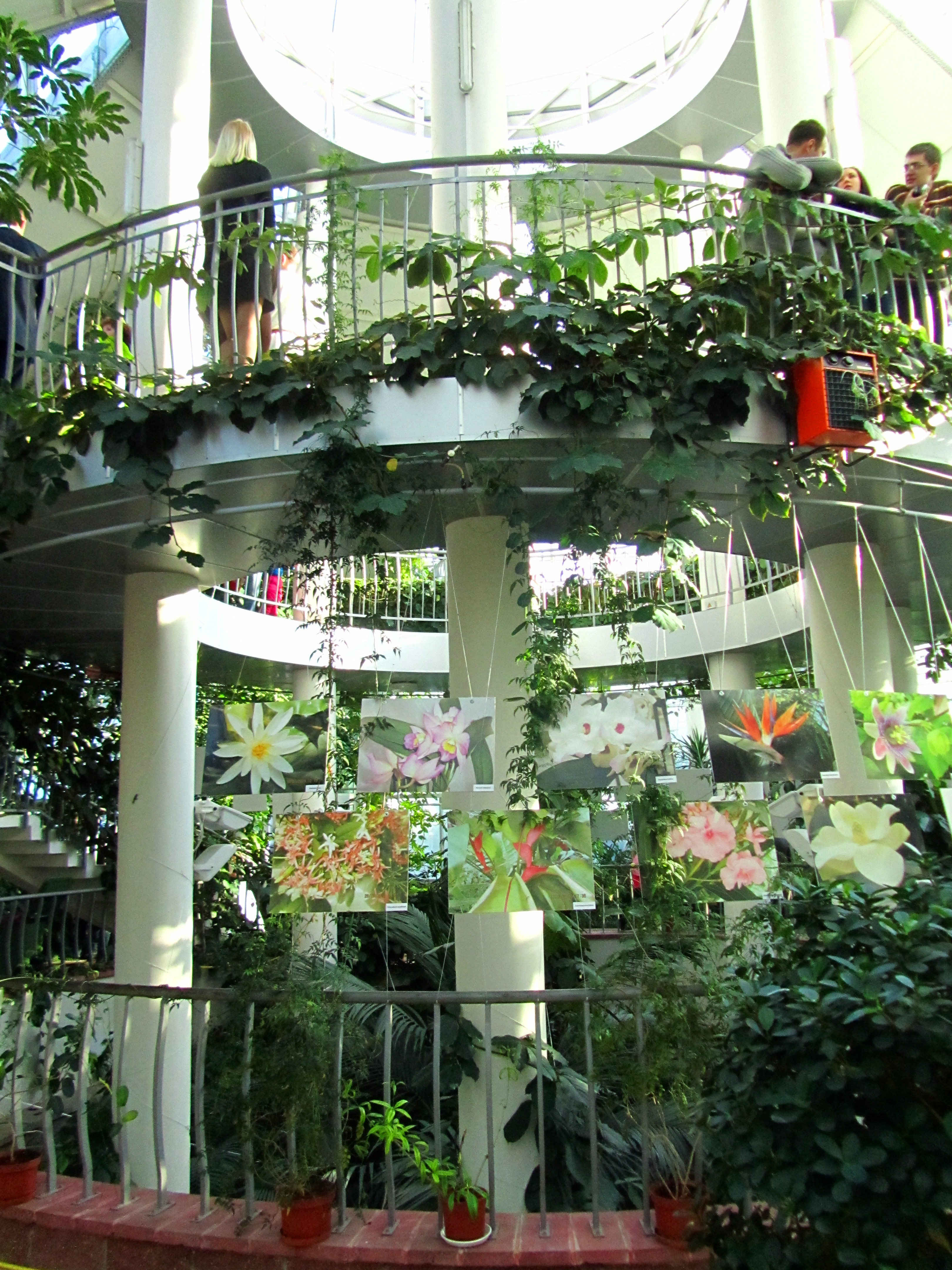
Центральна частина оранжереї

Державна наукова установа «Центральний ботанічний сад Національної академії наук Білорусі» (ЦБС) (біл. Дзяржаўная навуковая ўстанова «Цэнтральны батанічны сад Цэнтральны батанічны сад Нацыянальнай акадэміі навук Беларусі») — ботанічний сад у місті Мінськ (Білорусь).

## Історія
Організован 17 квітня 1932 за рішенням Ради Народних Комісарів БРСР. Це найбільший у країні центр зі збереження біологічного різноманіття живих рослин, провідна наукова установа в галузі інтродукції, акліматизації, фізіології, біохімії та екології рослин, охорони довкілля.
У 2007 році в ботанічному саду відкрилася експозиційна оранжерея, будівництво якої було розпочато в 2004 році. В оранжереї представлені екзотичні рослини (більше 460 найменувань тропічних і субтропічних рослин), які населяють різні кліматичні зони планети. Завдяки відкриттю нової будівлі ботанічний сад не буде закриватися на зиму з листопада по квітень, а залишиться відкритим для відвідин оранжереї.

## Колекція
ЦБС належить до числа найбільших ботанічних садів Європи як за площею (153 га), так і за складом колекцій (приблизно 10 тисяч найменувань, у тому числі 2,3 тисячі закритого ґрунту). Ботанічний сад регулярно обмінюється насіннєвим матеріалом з 240 ботанічними садами зарубіжних країн, найбільш інтенсивно — з Росією, Україною, Францією, Італією і Німеччиною.
Ботанічний сад розділений на наступні частини:
- Колекція квіткових рослин
- Експозиція однорічних квіткових рослин
- Сад троянд (224 сорти троянд)
- Сад безперервного цвітіння (150 видів рослин)
- Ландшафтний парк
- Кам'яниста гірка (100 видів)
- Бузковий сад (200 сортів)
- Центральна частина (партер)
- Плодовий сад
- Ділянка кормових і лікарських рослин
- Ділянка корисних трав'янистих рослин
- Оранжерейний комплекс
- Лісопарк
- Розплідник
- Маточник садових форм
- Дендрарій, має площу 46 га, розділений алеями на сектори:
  - Сектор Далекого Сходу (500 видів деревних рослин)
  - Сектор Північної Америки (500 видів)
  - Сектор білоруської флори
  - Сектор Криму і Кавказу (120 видів)
  - Сектор Європи та Сибіру
  - Сектор Середньої Азії (90 видів)

У квітковій колекції ботанічного саду представлені півники (264 сорти), лілії (100 сортів), півонії (311 сортів), флокси (48 сортів), рододендрони (72 вида і сорта), гіацинти (86 сортів), тюльпани (521 сорт), нарциси (416 сортів), жоржини (214 сортів), бузки, хризантеми, айстри, крокуси, примули, проліскі, гладіолуси, клематіси, орхідеї і багато інших.

## Галерея

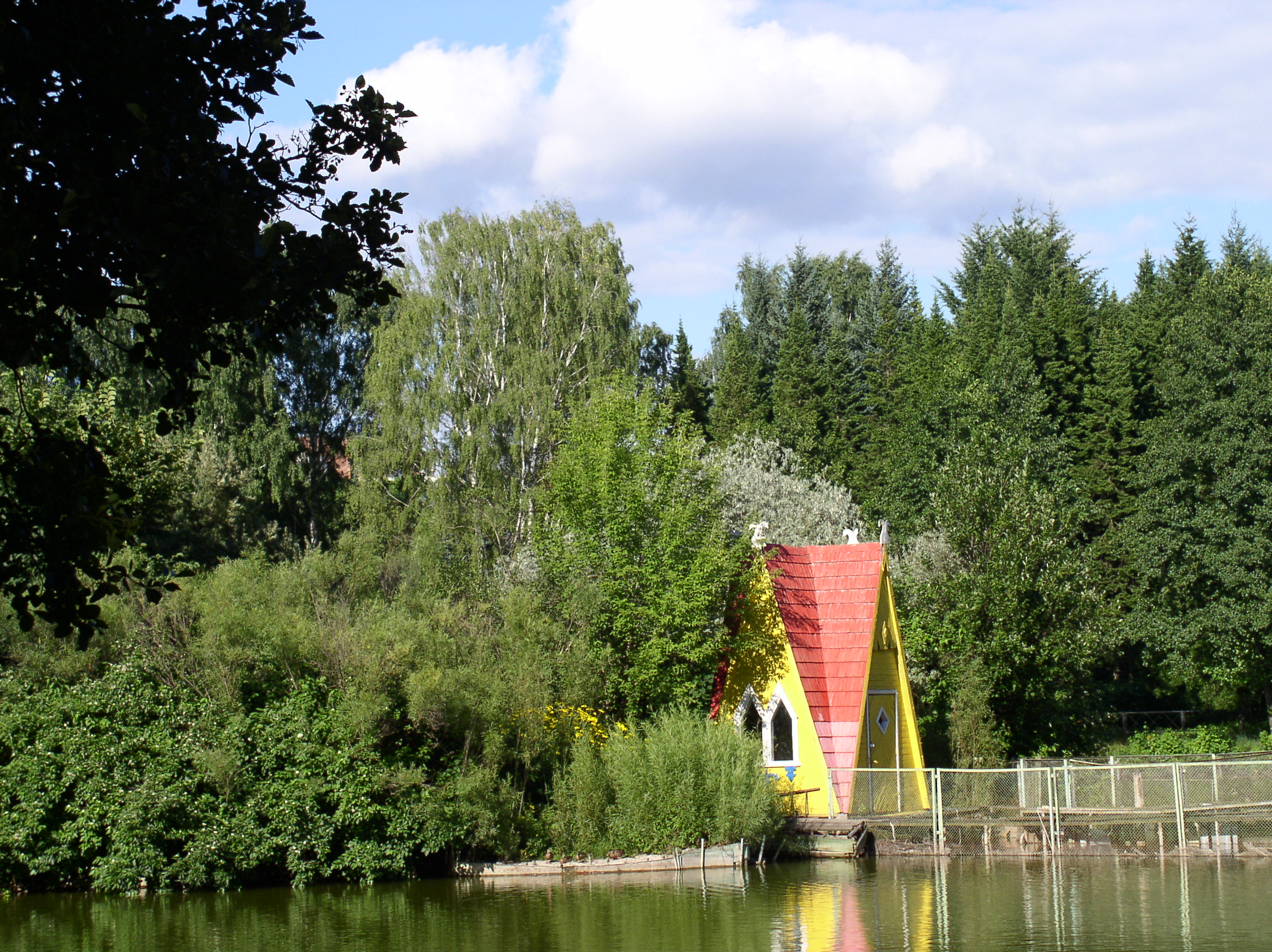
Лебединий будиночок у ботанічному саду
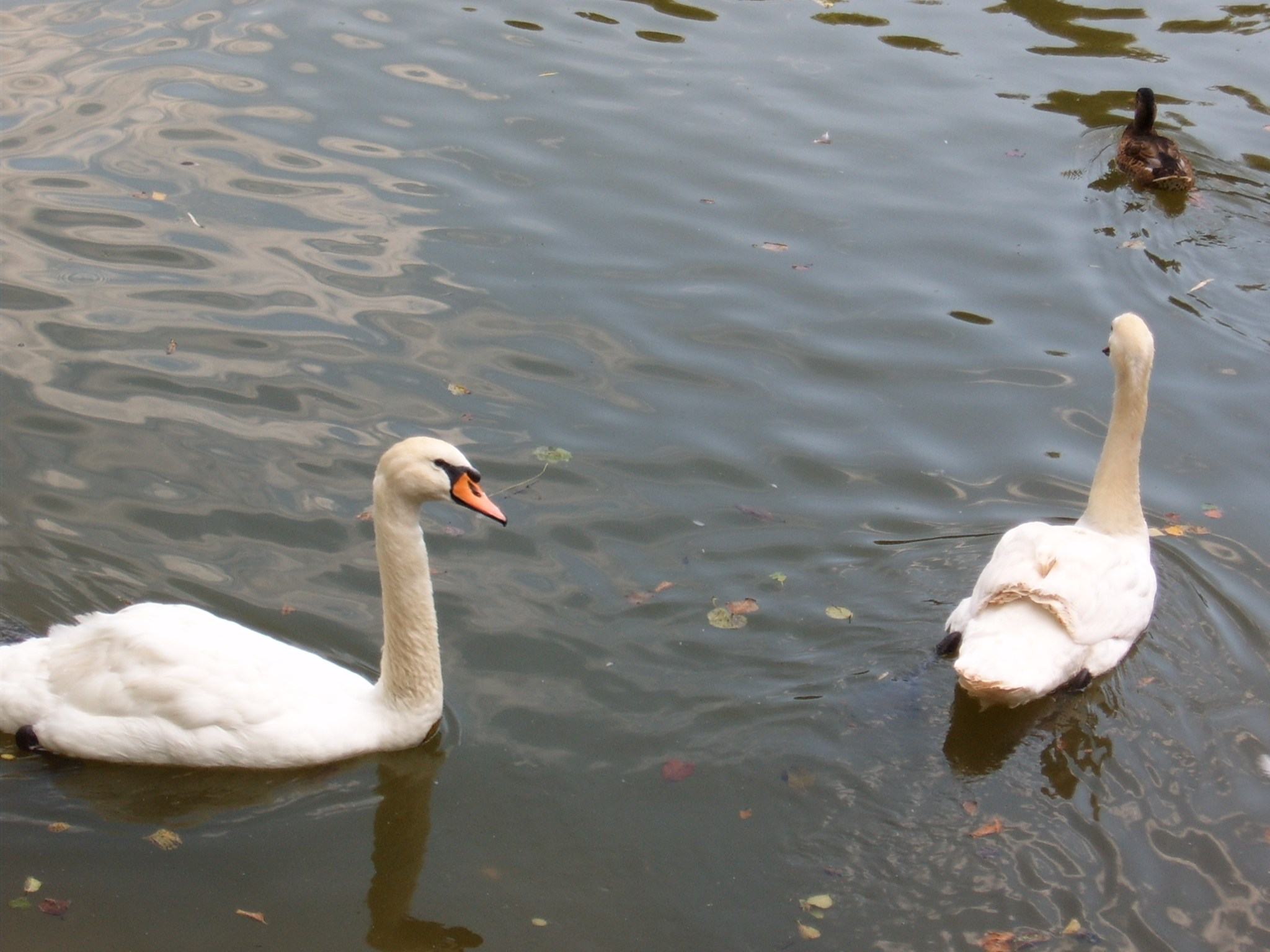
Лебеді-шипуни
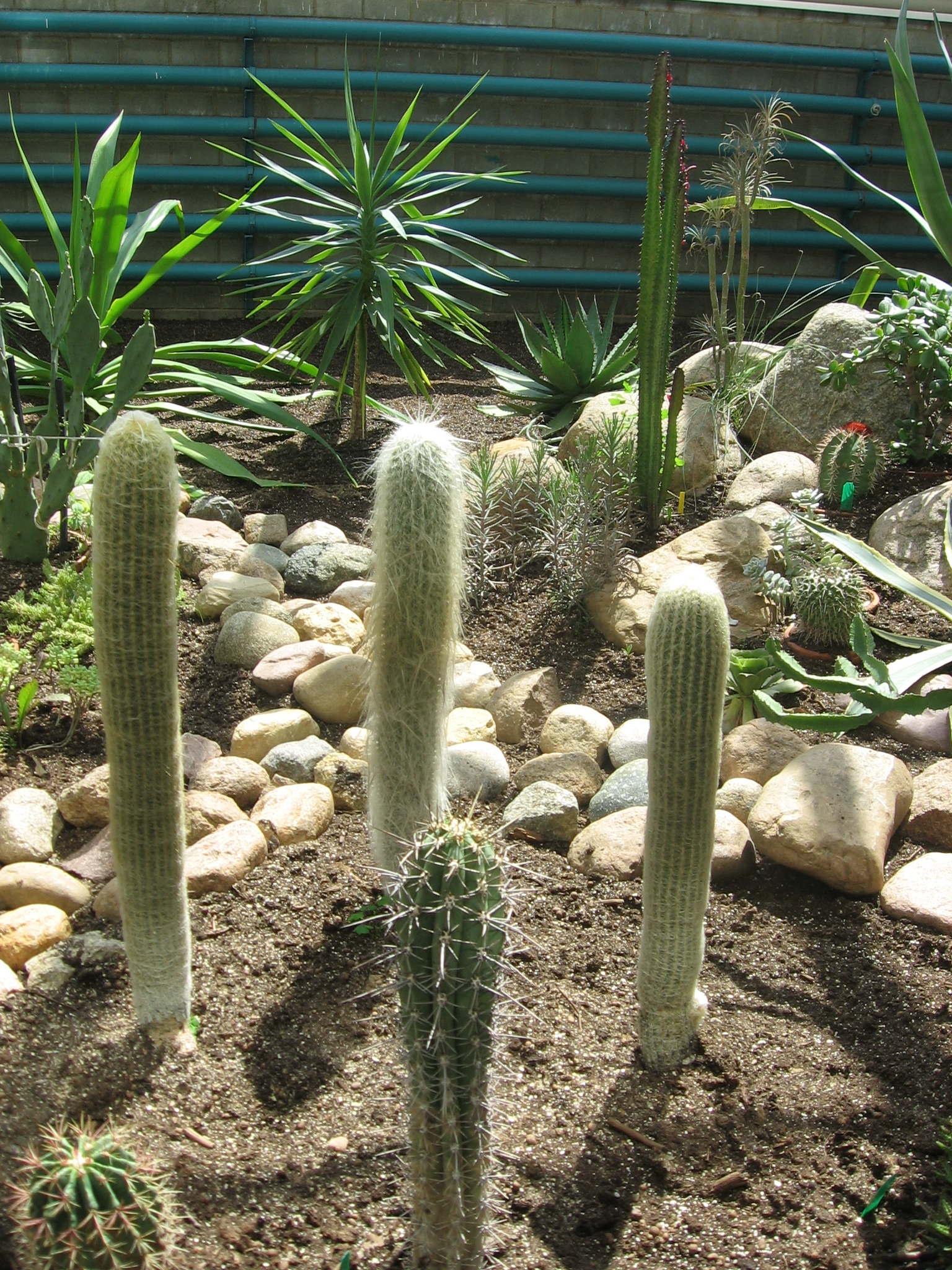
Кактуси
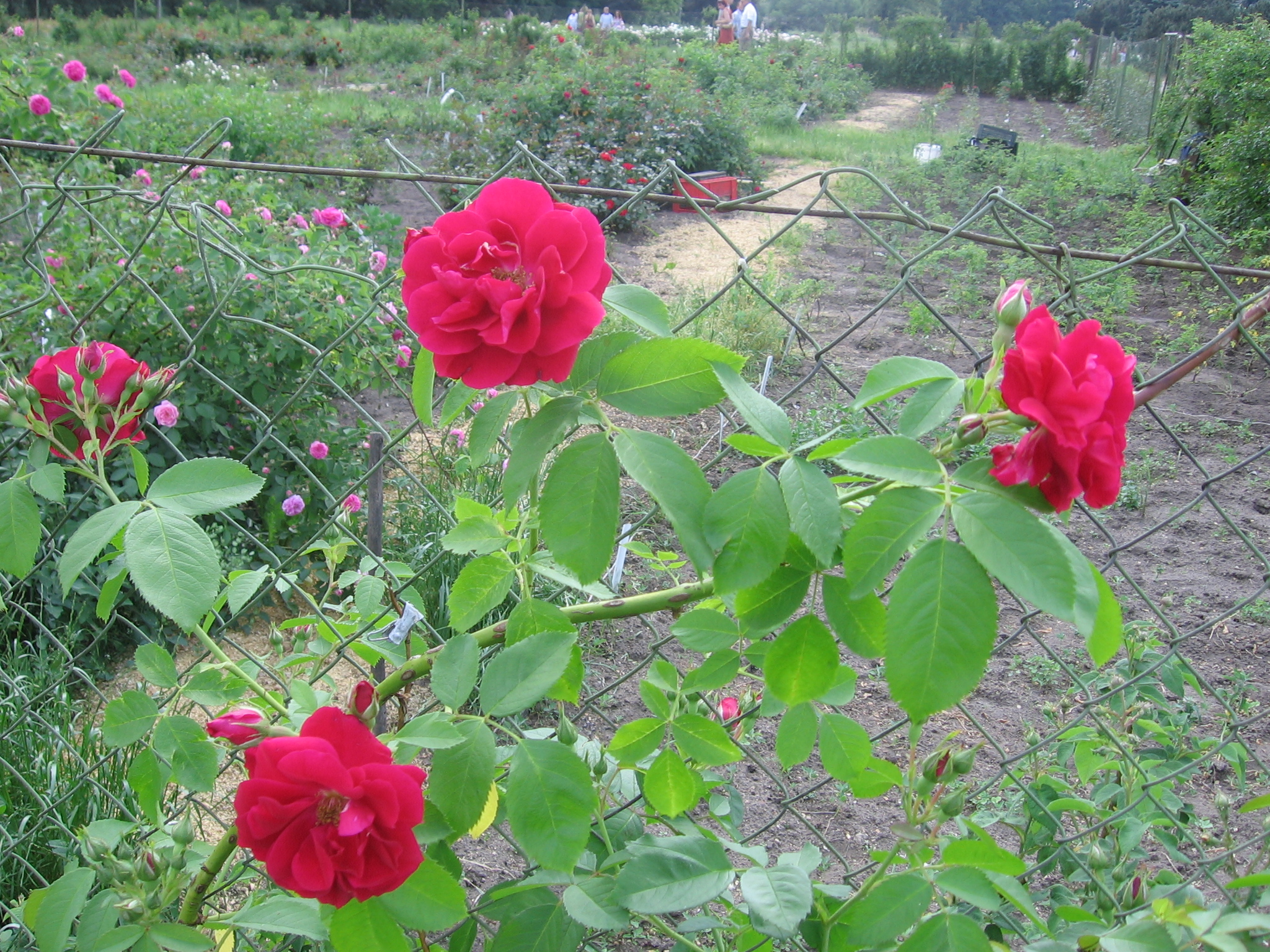
Троянди
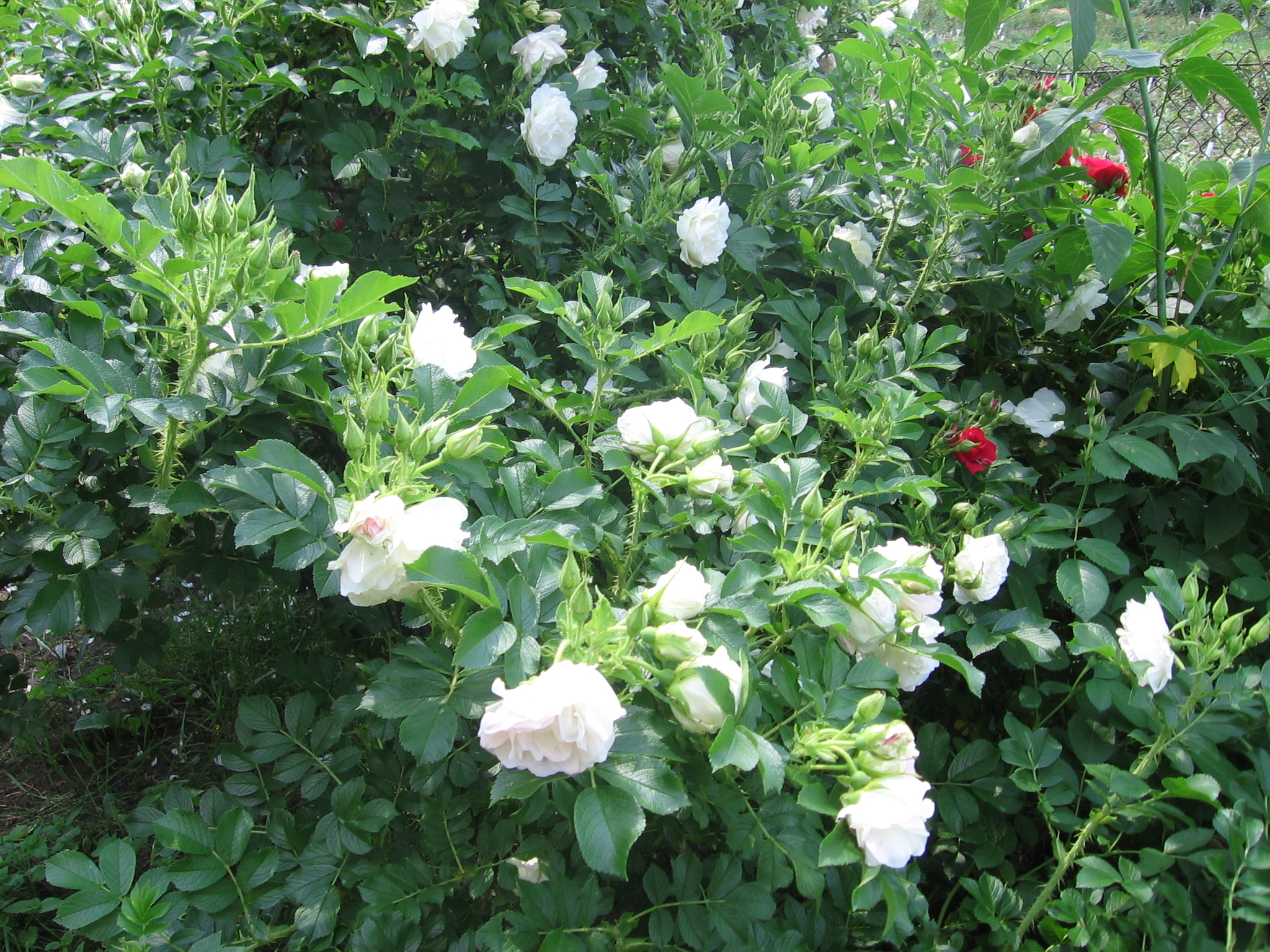
Троянди
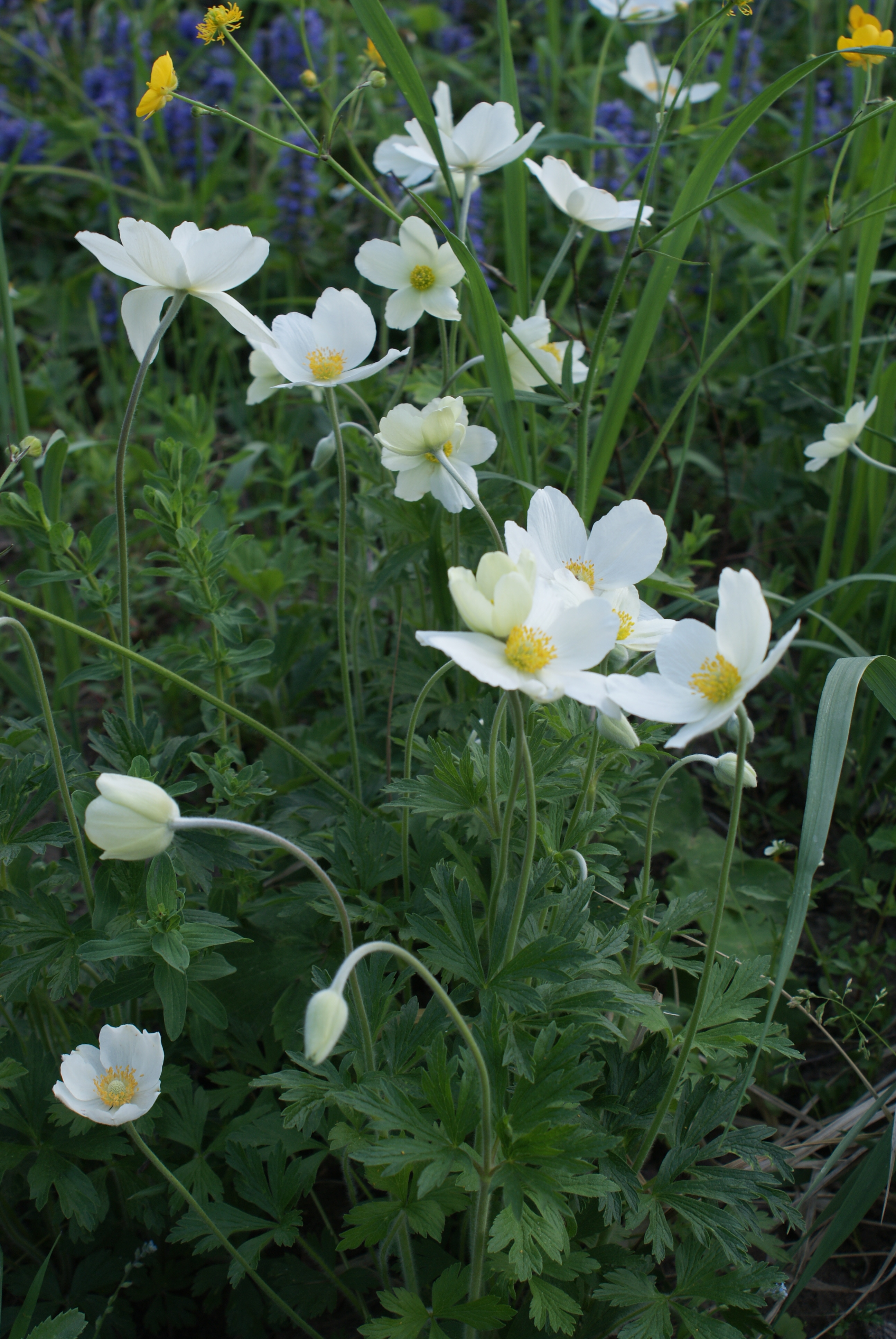
Anemone sylvestris
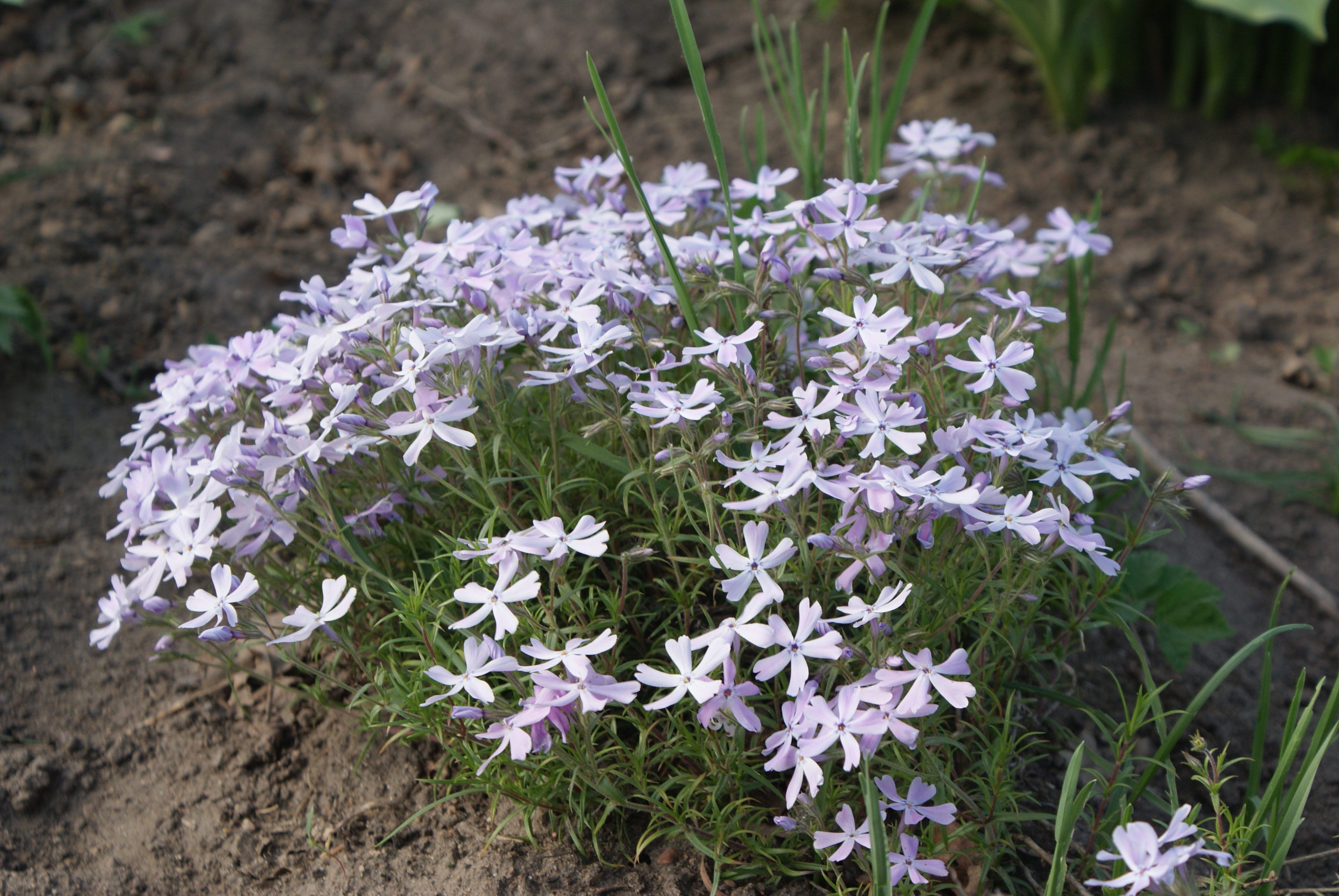
Aurinia saxatilis
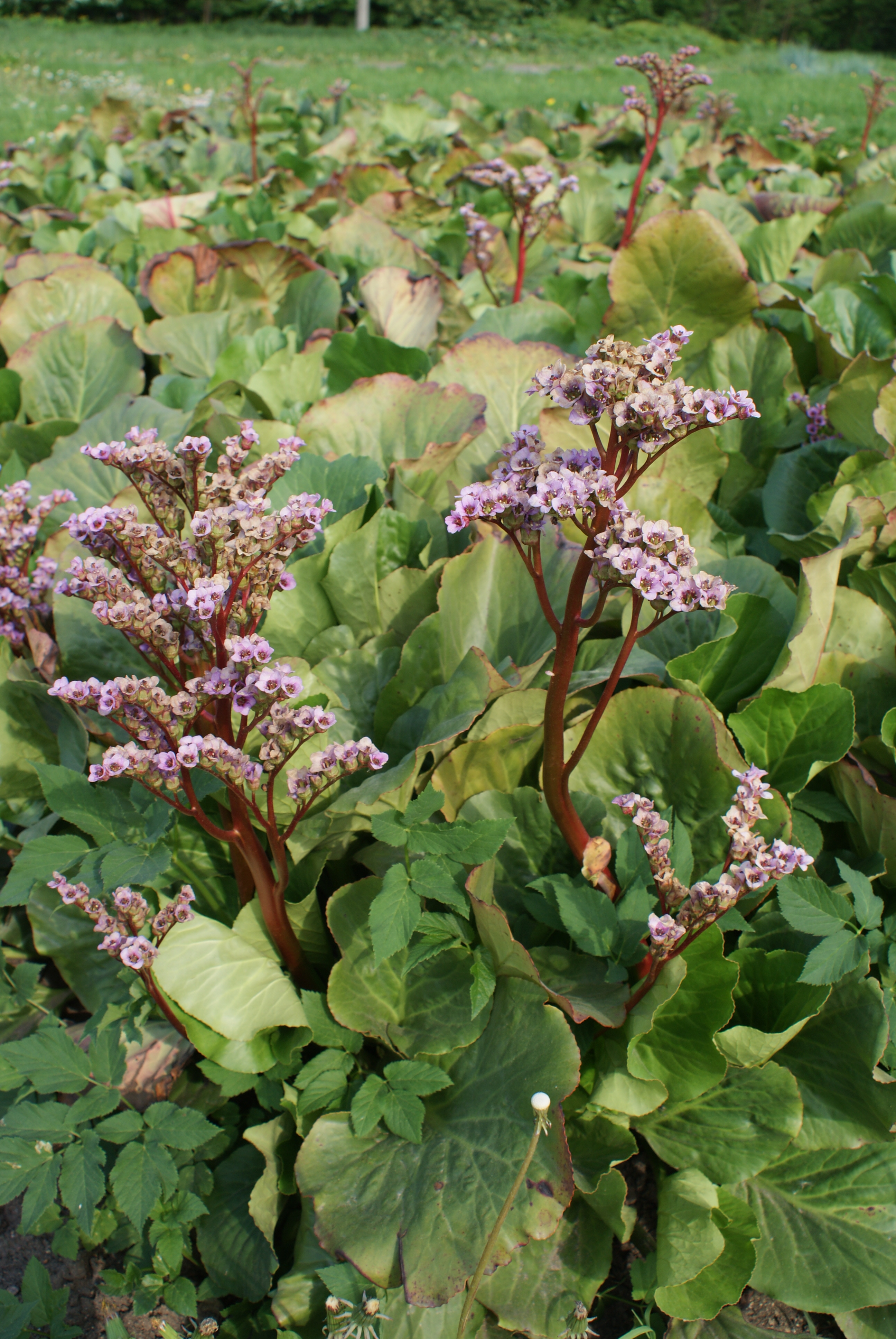
Bergenia cordifolia
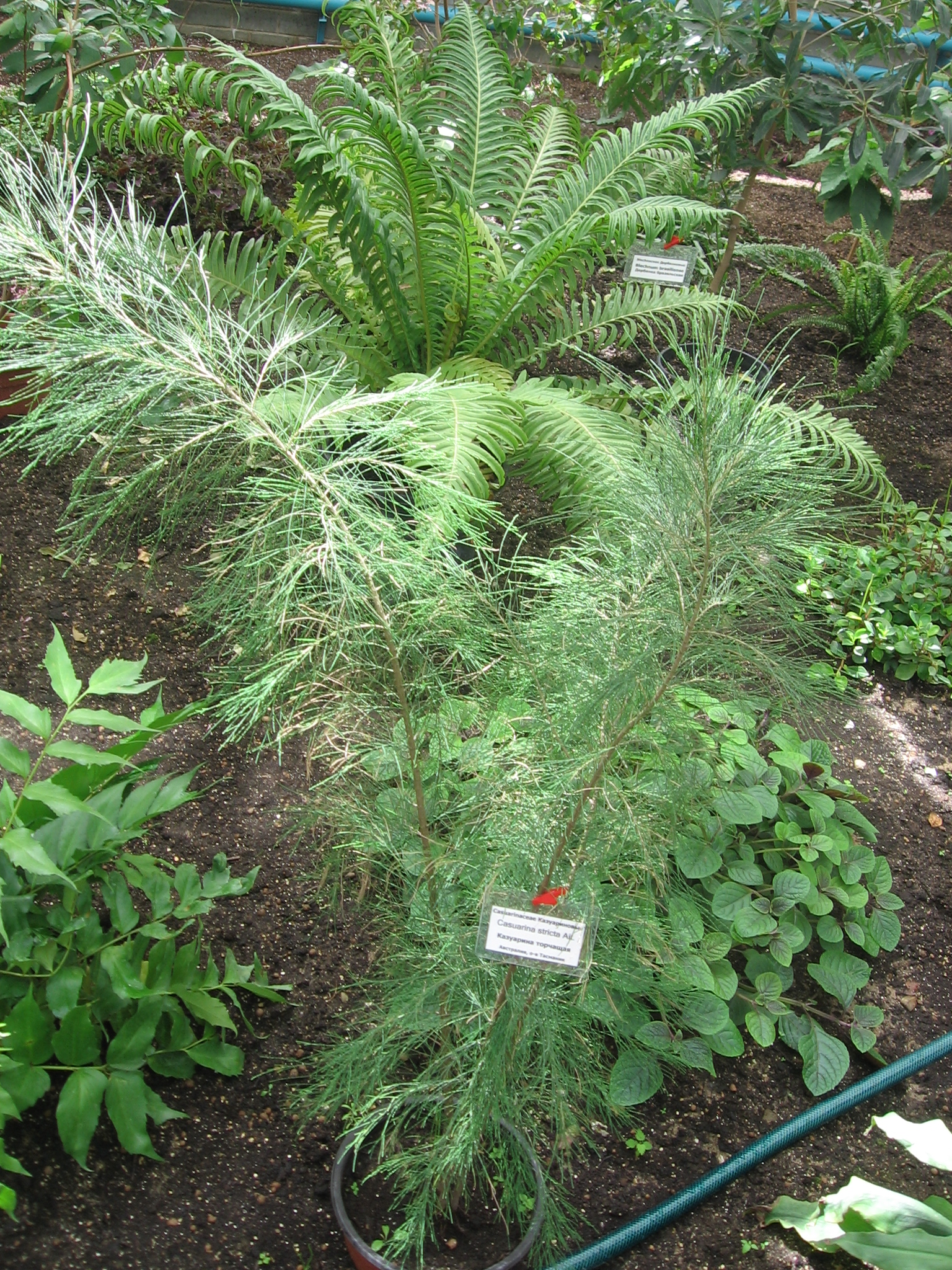
Casuarina stricta
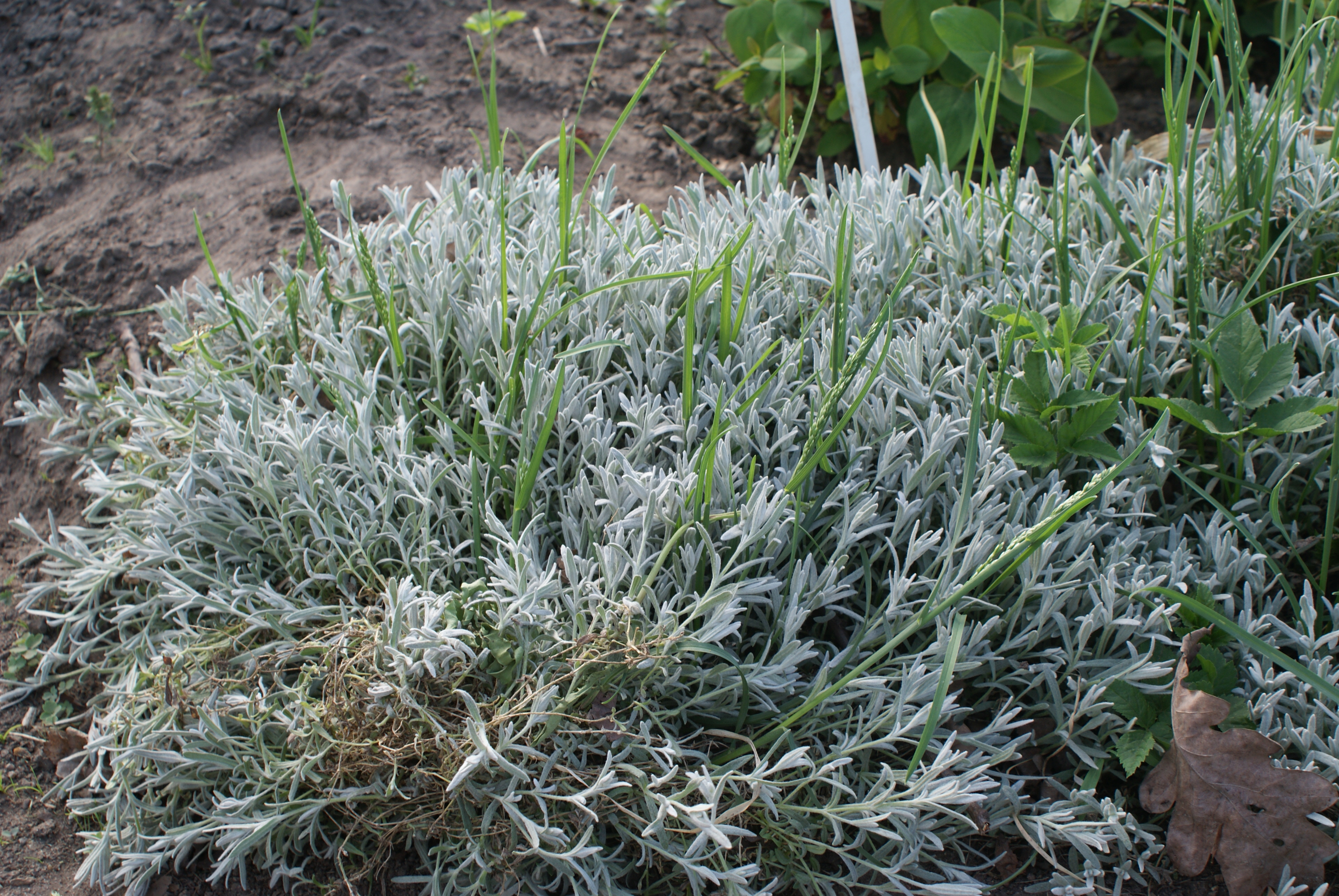
Dianthus plumarius
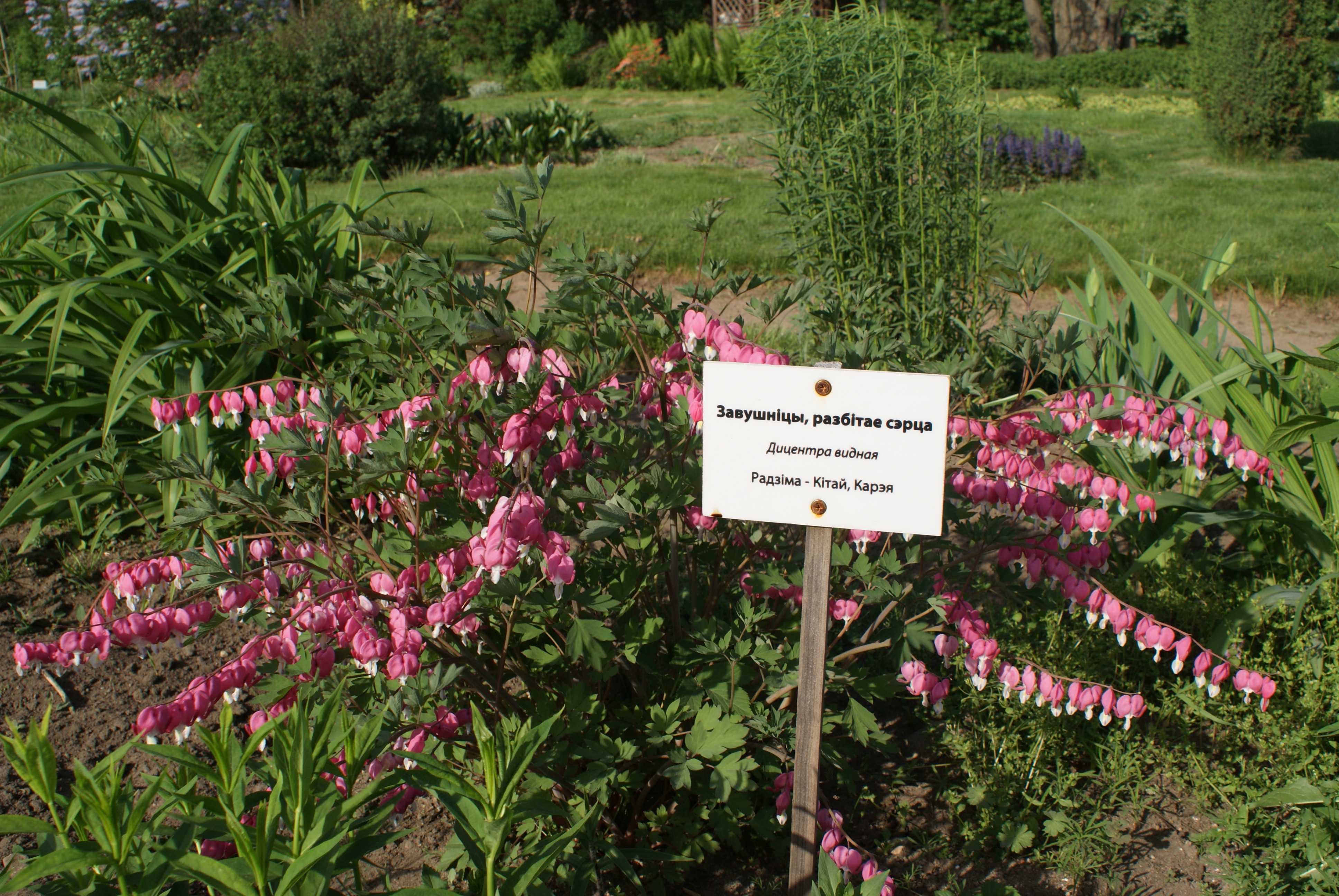
Lamprocapnos spectabilis
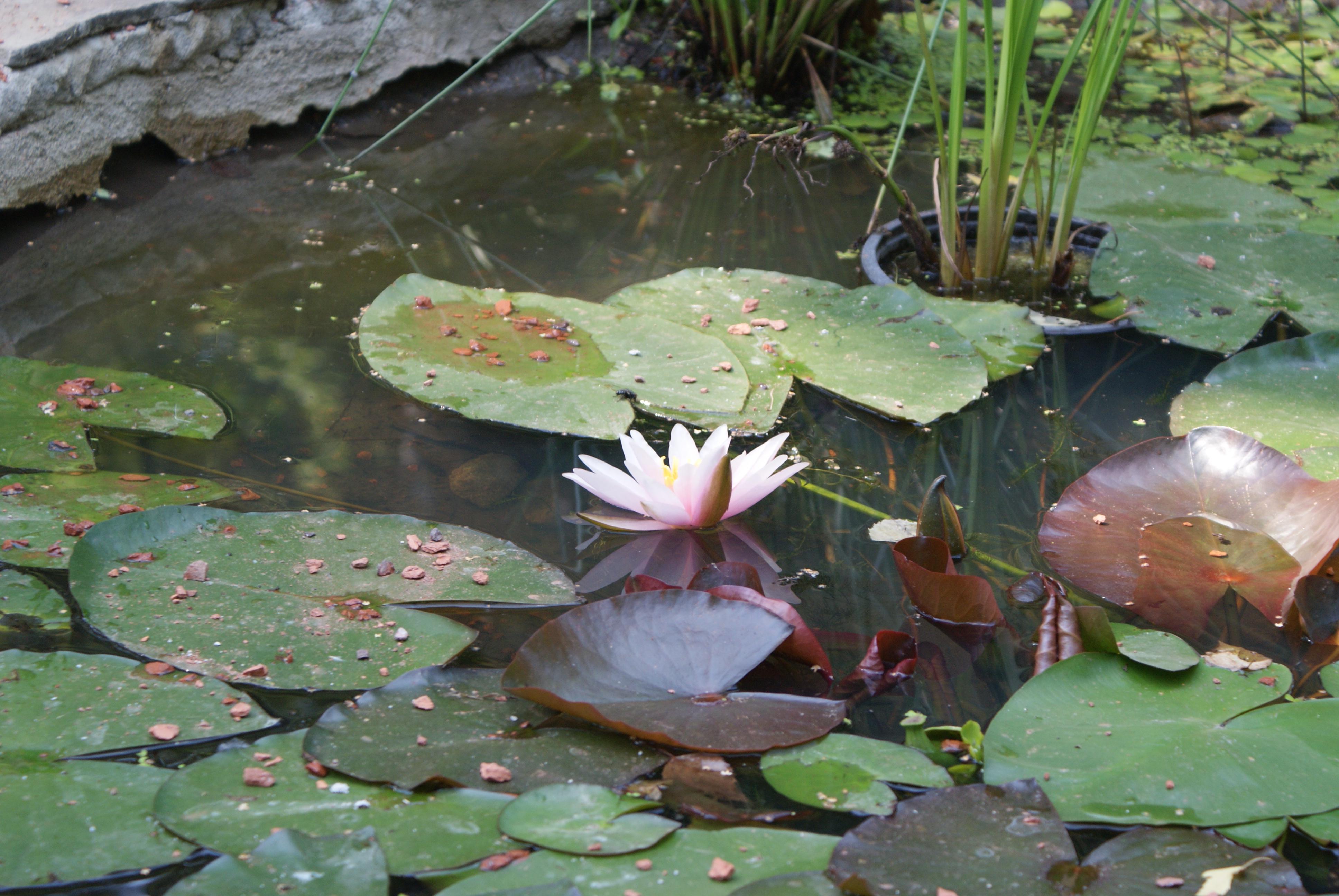
Nymphaea alba
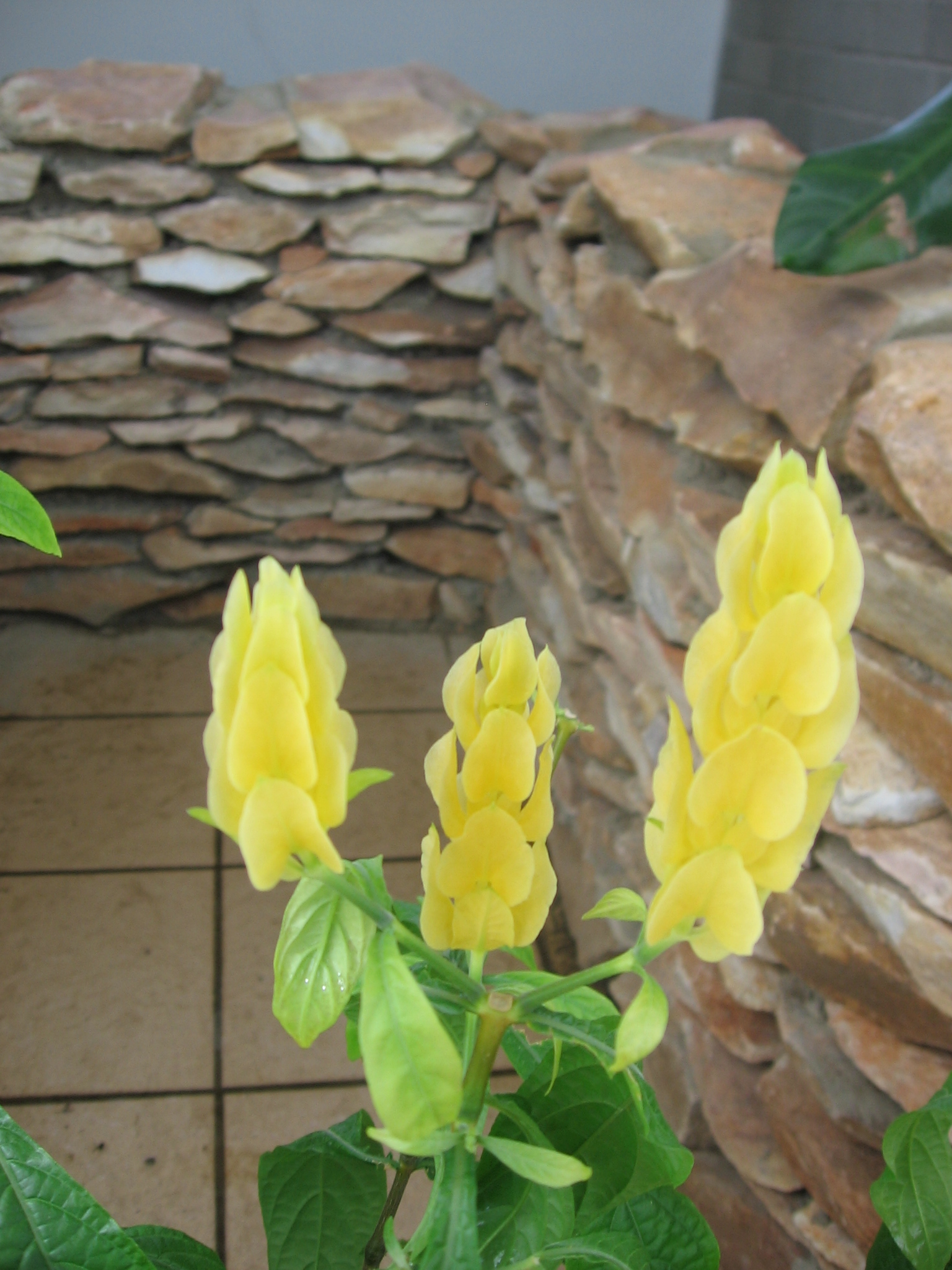
Pachystachys lutea
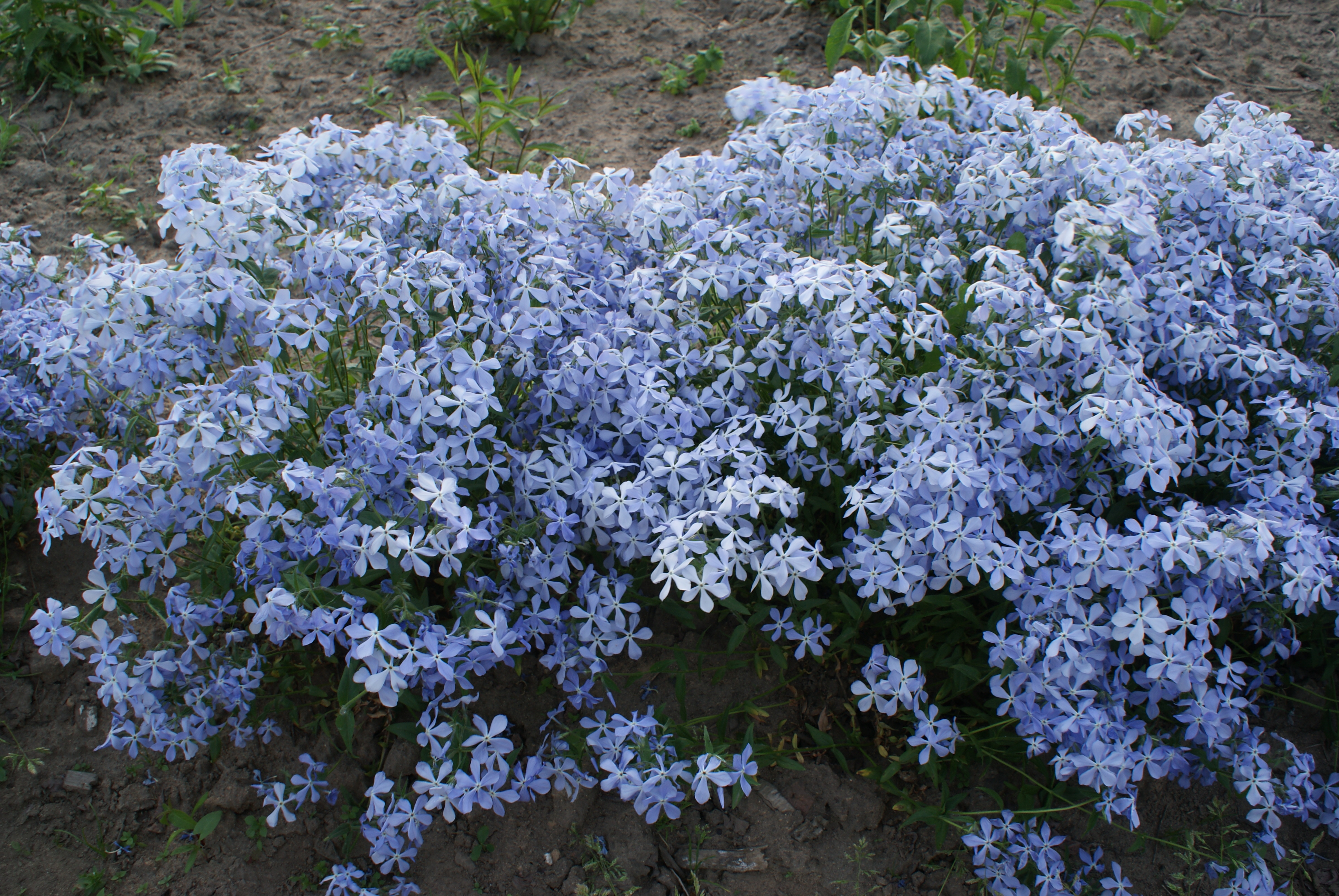
Phlox divaricata
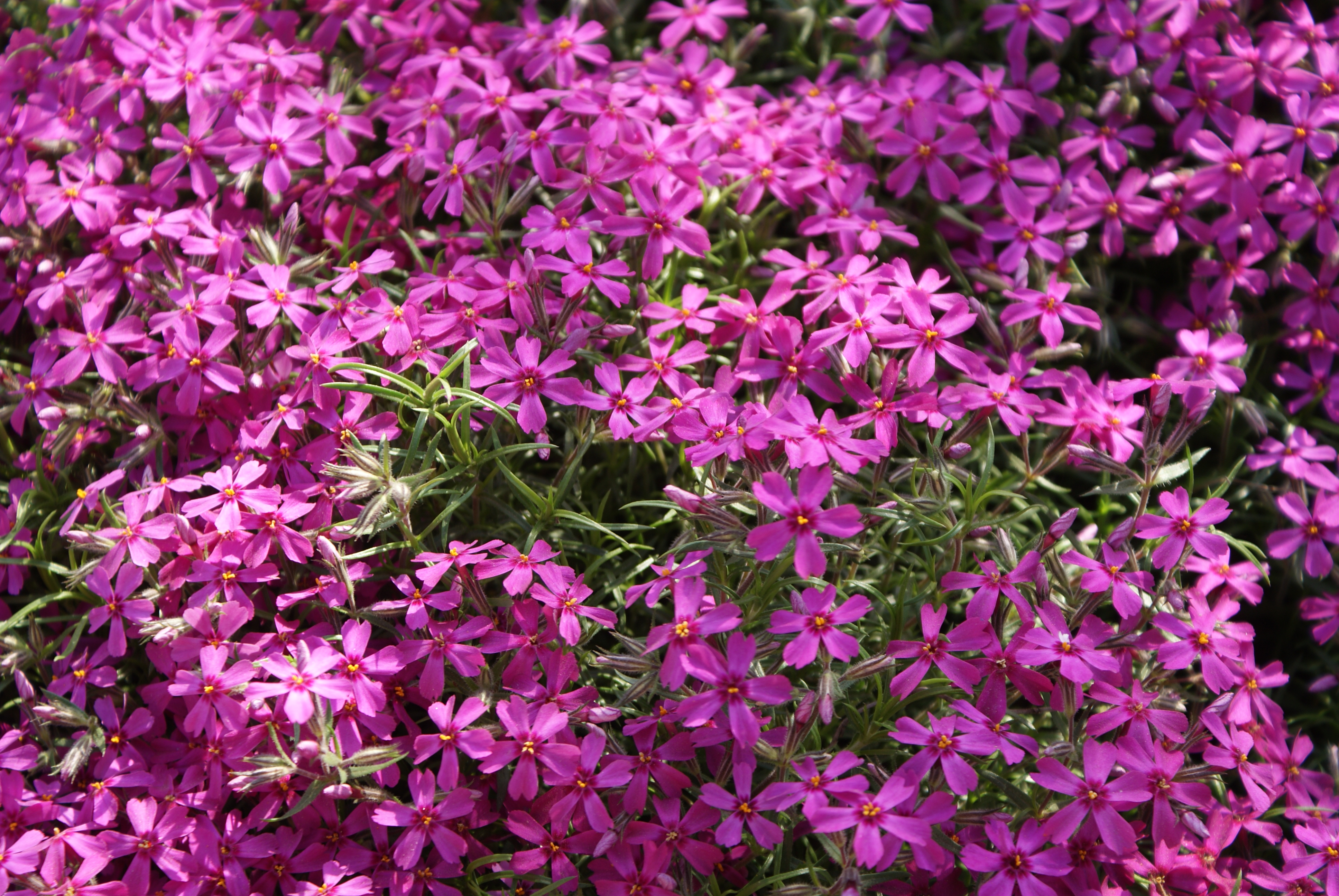
Phlox subulata
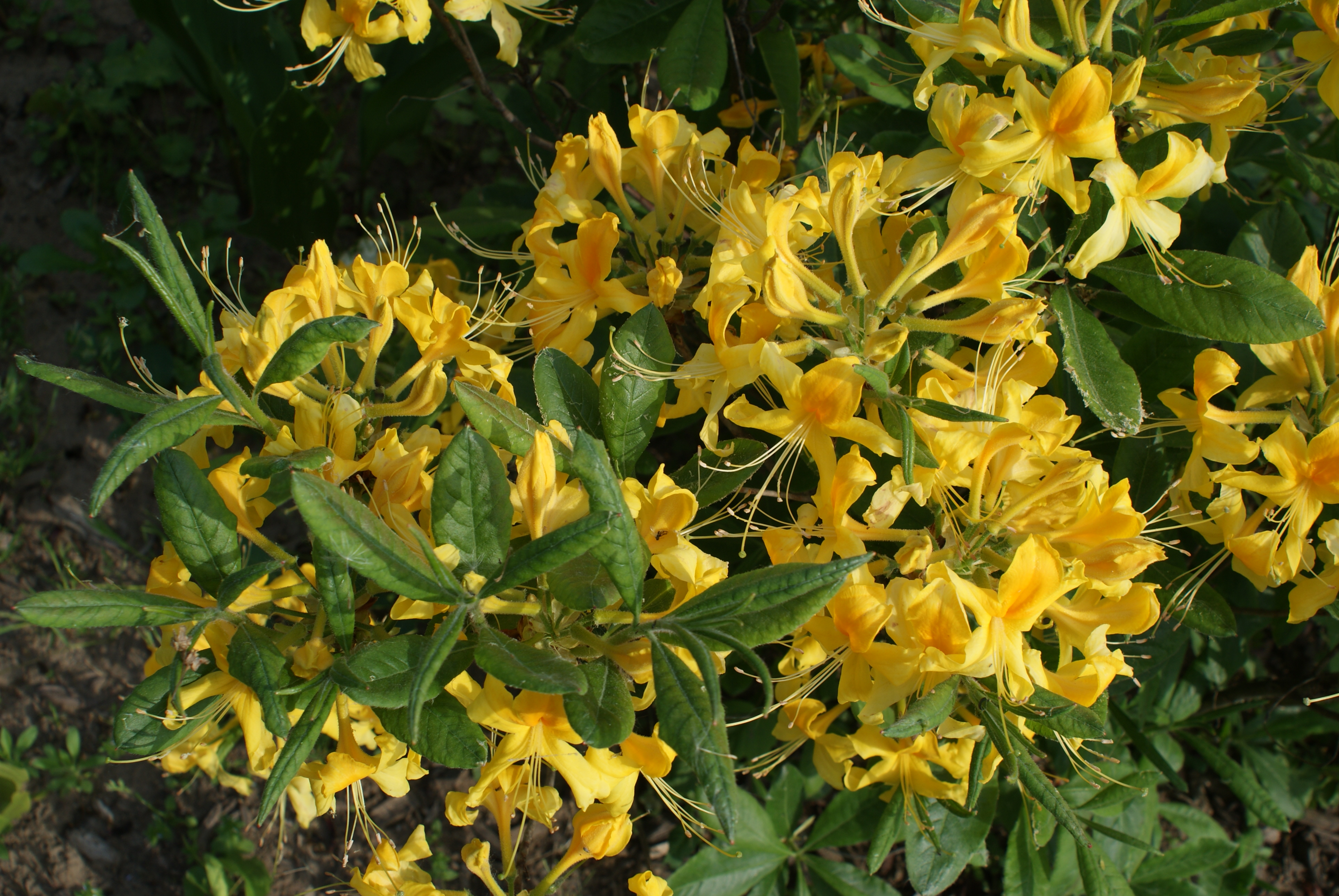
Rhododendron luteum
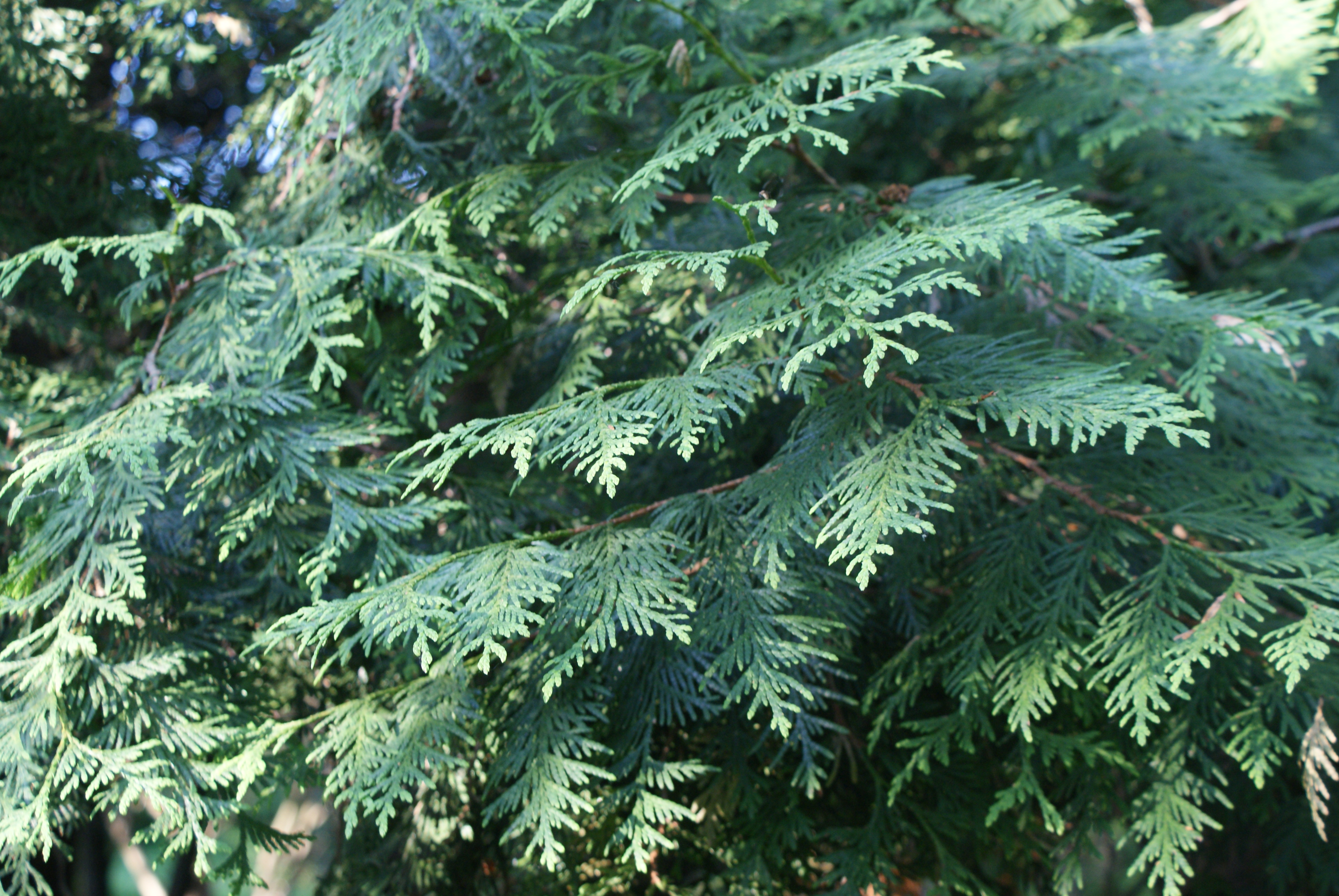
Thuja plicata
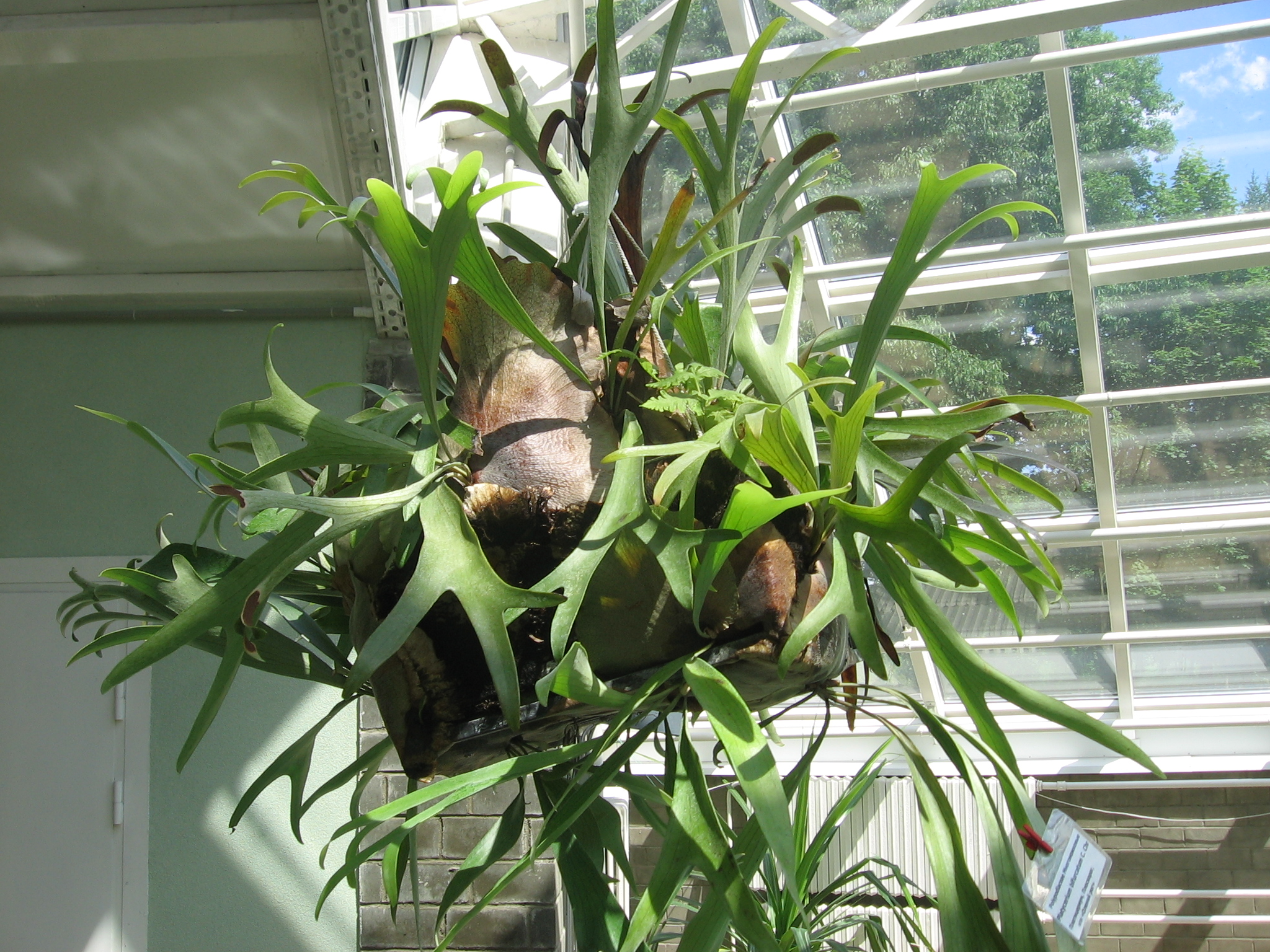
Platycerium bifurcatum